# Língua afshar
Afshar ou afshari é uma língua turcomana falada pelos Afshar na Turquia, Síria, partes do Afeganistão e Irã.
É parte da família de línguas oguzes meridionais. O Ethnologue a classifica como um dialeto da língua azeri meridional.
O afshar se caracteriza por uma grande quantidade de palavras oriundas da farsi, com reforma do sistema vocálico túrquico levando as vogais [æ] e [ɨ] a tornarem-se, respectivamente, [ɑ] e [ɯ].